# Chiesa e convento di Santa Maria Maddalena (Siena)
La chiesa e il convento della Maddalena sono edifici religiosi di Siena, in via Pier Andrea Mattioli.

## Storia e descrizione della chiesa

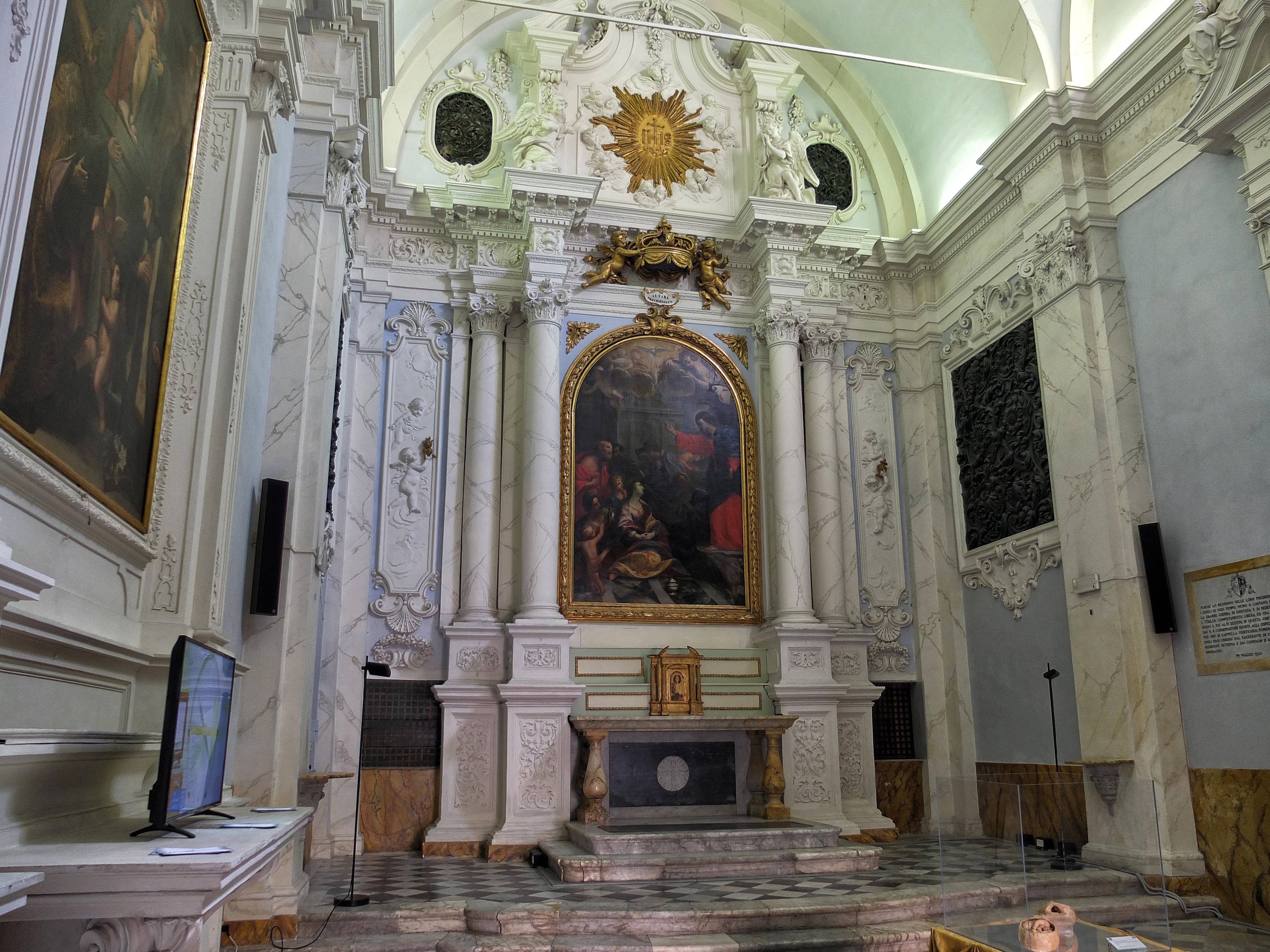
L'interno

Il complesso divenne di proprietà delle monache della Maddalena nel 1539 che lo ristrutturarono ed affidarono il progetto della chiesa ad Antonio Maria Lari detto il Tozzo. La chiesa fu modificata nei secoli con radicali interventi: l'interno è stato integralmente rifatto tra il 1715 ed il 1729 ed ornato con stucchi tardo barocchi, mentre la facciata improntata a canoni neoclassici è stata eretta nel 1839 su progetto di Agostino Fantastici.
L'altare maggiore, con fastosa decorazione plastica, reca la tela con Santa Maria Maddalena che ascolta la predica di Cristo di Raffaello Vanni. Sugli altari laterali si segnalano due dipinti di Antonio Buonfigli databili intorno al 1729 e raffiguranti il Martirio di santa Caterina d'Alessandria e la Madonna col Bambino e santi.
Degli arredi originali della chiesa oggi rimangono solo i dipinti posizionati sui tre altari. L’altare maggiore, con una sontuosa decorazione plastica, reca la tela con Santa Maria Maddalena che ascolta la predica di Cristo di Raffaello Vanni.
Il pulpito ligneo, realizzato nel 1839 da Agostino Fantastici, è oggi conservato nella chiesa di San Raimondo al Refugio.Ciò è dovuto al fatto che nel 1891 un decreto reale stabilì l’unificazione nella sede del Refugio dei Conservatori di San Raimondo e di Santa Maria Maddalena, dando origine ai “Regi Conservatori Riuniti di Siena”, Istituzione che venne posta sotto il controllo del Ministero della Pubblica Istruzione. Tale unione ha realisticamente prodotto lo spostamento di alcuni arredi.

### La nuova destinazione della chiesa
La chiesa di Santa Maria Maddalena, di proprietà dell’Università di Siena, è oggi sede del Museo universitario di Strumentaria medica e del Sistema Museale Universitario Senese (SIMUS). Al suo interno è stato realizzato un percorso espositivo di antichi strumenti medici, provenienti dall'ex Ospedale del Santa Maria della Scala e da Gabinetti e Istituti universitari, oltre che da donazioni di Enti e di privati. È sede di attività di divulgazione scientifica sulla storia della Medicina e della strumentaria medico-chirurgica.

## Storia del convento della Maddalena
Il monastero di Santa Maria Maddalena fu fondato a Siena, appena fuori porta Tufi, nel 1339 da Margherita di Benedetto o di Sanese che ottenne dal vescovo il permesso di potersi raccogliere in clausura con quattro compagne, secondo la regola agostiniana, e di dotare il cenobio dei propri beni. Le monache aumentarono di numero nel tempo e si specializzarono nella miniatura di libri di chiesa. Nel 1526 il Comune fece demolire l’edificio del monastero, ufficialmente per motivi di difesa: si temeva infatti che potesse essere preso dai fiorentini che stavano attaccando Siena. Le monache furono trasferite entro le mura e, dopo qualche anno, andarono a insediarsi nell'attuale sede di via Mattioli. L’edificio fu notevolmente ampliato e vi fu aggiunta la chiesa, costruita ex novo. Il monastero fu trasformato in conservatorio nel 1785 in seguito al motuproprio del granduca di Toscana Pietro Leopoldo che decretò la soppressione di molti conventi con il proposito di trasferire dalle istituzioni ecclesiastiche alle istituzioni laiche il compito di educare e istruire i giovani.